# Império Huno
Chama-se de Império Huno a confederação de tribos da Eurásia liderada pelos hunos, que despontou na Europa em fim do século IV, e que atingiu seu apogeu ao conquistar diversos territórios da Europa Ocidental em meados do século seguinte.
Após cruzarem o território do Volga, derrotaram os alanos, ocupando assim as planícies entre aquele rio e o Don, rapidamente conquistando o império dos ostrogodos e alcançando o Dniestre. Por volta de 376 derrotaram os visigodos que habitavam o território da atual Romênia, chegando às margens do Danúbio, na fronteira com o Império Romano. Sua migração em massa para terras europeias, liderada por Átila, trouxe consigo grandes distúrbios políticos.

## Origem
A origem dos hunos que assentaram-se na Europa no século IV é ainda incerta. Contudo os principais historiadores os consideram como um grupo de tribos nômades de Ásia Central com origens mistas. Os hunos foram provavelmente, etnicamente diferentes, devido a um processo de etnogênese de assimilação cultural. Parece que a língua gótica foi a língua franca.

## Primeiras campanhas
Os antigos registros sugerem que os hunos estiveram assentados nas terras do noroeste do mar Cáspio no começo do século IV. Perto do fim deste século, por volta do ano 370, os hunos do Cáspio mobilizaram-se destruindo a tribo dos alanos localizada ao oeste. Continuaram a oeste, atacando os ostrogodos. No 395 um exército huno cruzou as montanhas do Cáucaso e arrasou a Armênia, lá capturou Erzurum e sitiou Antioquia (atual Antáquia na Turquia) e Edessa chegando a Tiro, no atual Líbano.

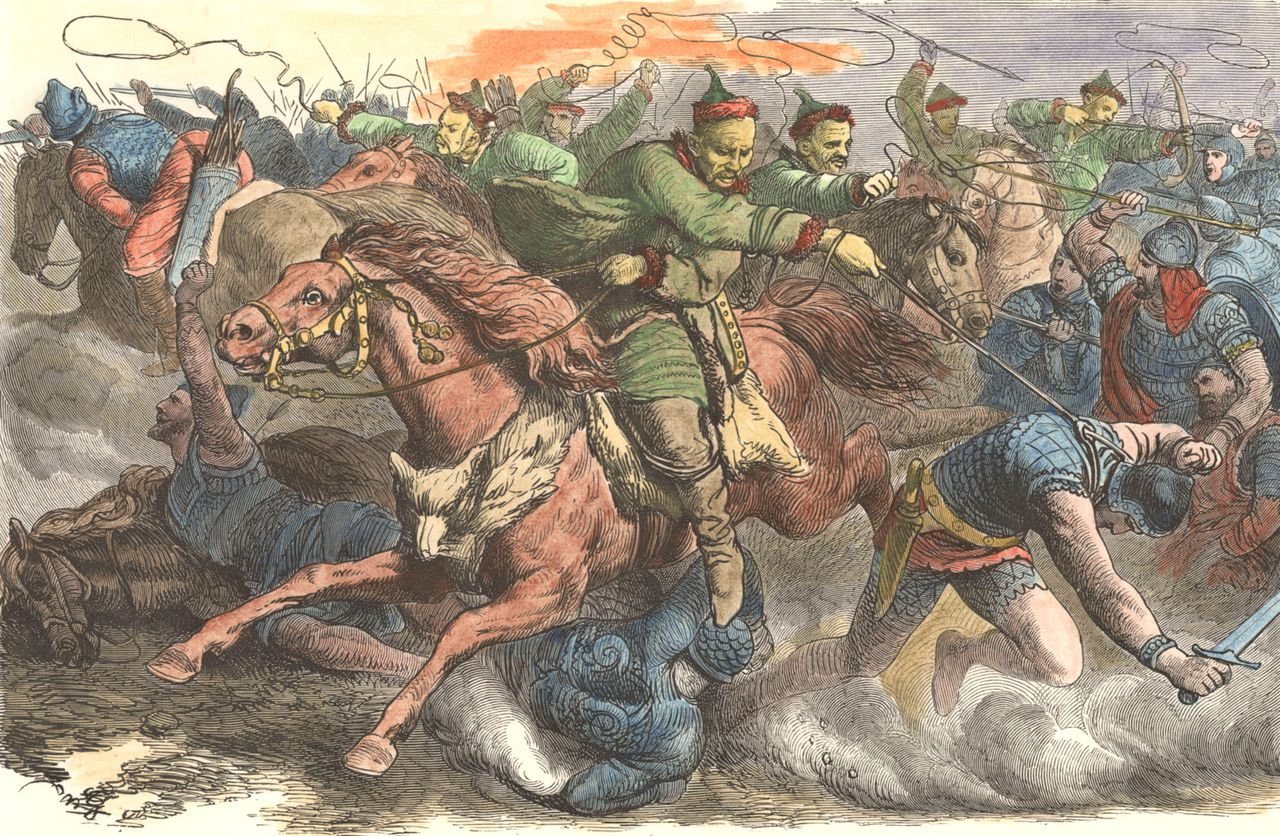
Os hunos lutando contra os alanos, por Johann Nepomuk Geiger, 1870.

No ano 408, o huno Uldino atacou a província romana de Mésia mas o seu ataque foi esperado e repelido, forçando-o a retirar-se.

## Consolidação
Apesar de todas as suas primeiras realizações, os hunos ainda estavam muito separados politicamente entre eles com para executar uma campanha importante. Mais que um império, foi uma confederação de tribos.
Desde o ano 420, um chefe chamado Oktar começou a juntar a todas as desligadas tribos sob sua bandeira. Ele foi sucedido por seu irmão Rugila, que converteu-se em líder da confederação huna, juntando os hunos em um grupo unido com um objetivo comum.